# Oxyopidae
Los oxiópidos (Oxyopidae), conocidos como arañas lince, son una familia de arañas araneomorfas. Muchas de estas arañas son especies tropicales. Viven en plantas y flores. En el norte de Europa encontramos tres especies de esta familia: Oxyopes heterophthalmus, Oxyopes lineatus y Oxyopes ramosus. Tienen muchos parecidos con los licósidos y los saltícidos. Son capaces de correr y saltar fácilmente. Tienen largas espinas en sus patas.

## Géneros
Se reconocen los siguientes géneros según WSC:
- Hamadruas Deeleman-Reinhold, 2009 (Región indomalaya, Wallacea)
- Hamataliwa Keyserling, 1887 (América, China, África, Australia)
- Hostus Simon, 1898 (Madagascar)
- Oxyopes Latreille, 1804 (África, América, Australia, Mediterráneo y Asia)
- Peucetia Thorell, 1869 (todo el mundo)
- Pseudohostus Rainbow, 1915 (Australia)
- Schaenicoscelis Simon, 1898 (Sudamérica)
- Tapinillus Simon, 1898 (Sudamérica)
- Tapponia Simon, 1885 (Sur de Asia)

## Fotografías Adicionales

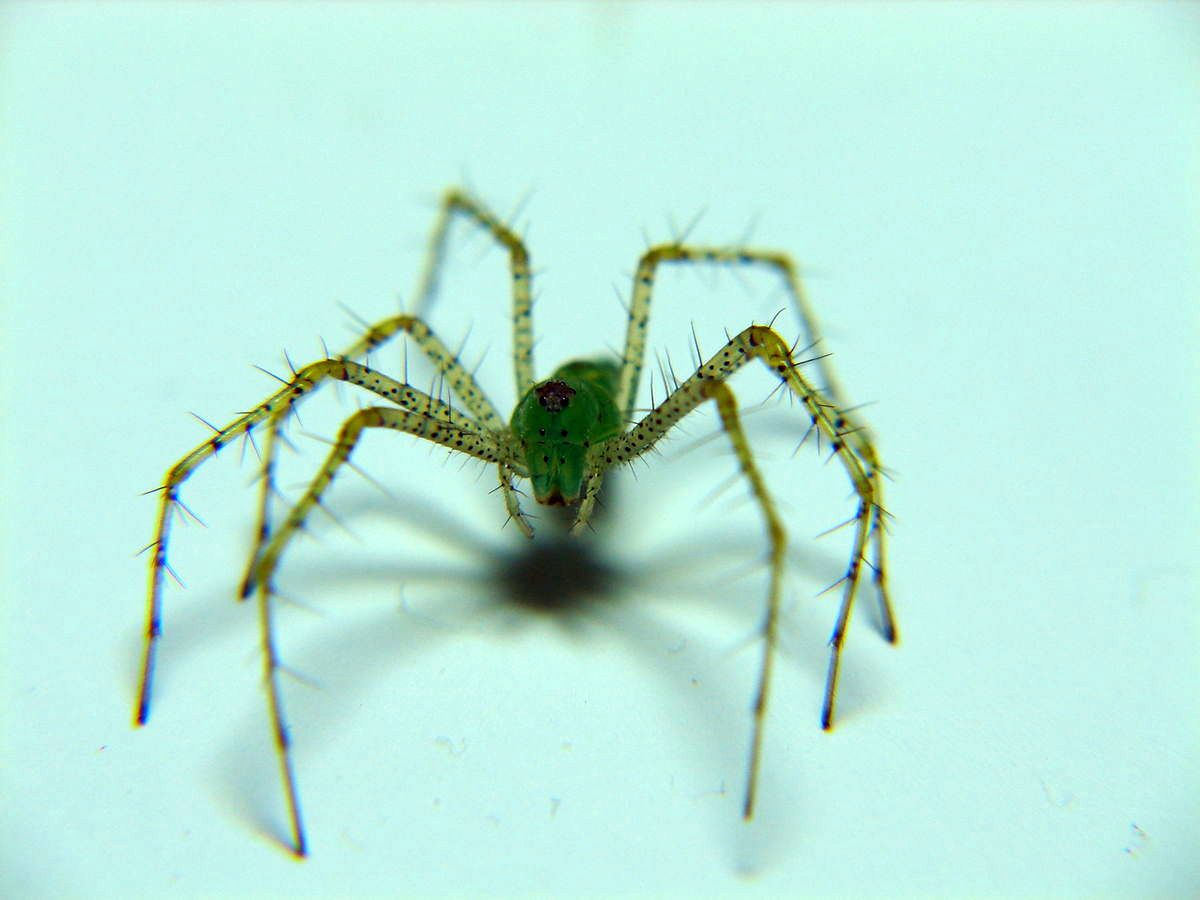
Araña Lince verde.

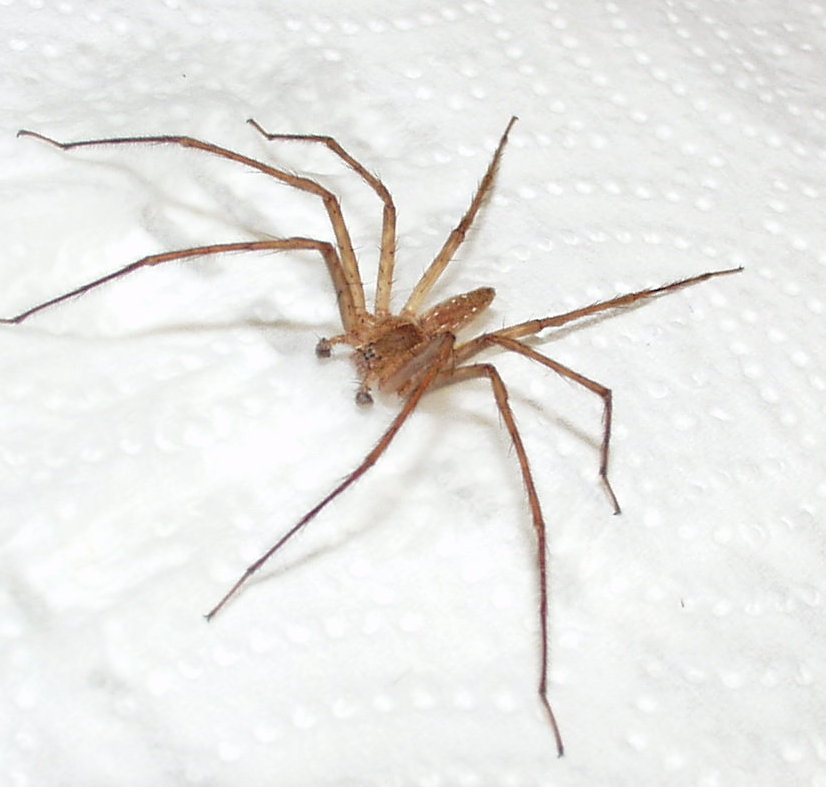
Araña Lince.

- Datos: Q10970
- Multimedia: Oxyopidae / Q10970
- Especies: Oxyopidae